# 6-アセチル-2,3,4,5-テトラヒドロピリジン
6-アセチル-2,3,4,5-テトラヒドロピリジン（6-acetyl-2,3,4,5-tetrahydropyridine）は、構造同族体である2-アセチル-1-ピロリンとともに、白パン、ポップコーン、トルティーヤなどの焼成製品に典型的な香りを与える芳香化合物及び香料である。
6-アセチル-2,3,4,5-テトラヒドロピリジンと2-アセチル-1-ピロリンは、通常、食品を加熱したときのメイラード反応により生成される。どちらの化合物も嗅覚閾値は、0.06 ng/L未満である。

## 構造と特性
置換されたテトラヒドロピリジンであり、環状イミンであり、ケトンである。テトラヒドロピリジン環の二重結合の位置のみが異なる互変異性体6-アセチル-1,2,3,4-テトラヒドロピリジンと化学平衡状態にある。
| 6-アセチル-2,3,4,5-テトラヒドロピリジン | {\displaystyle \rightleftharpoons } | 6-アセチル-1,2,3,4-テトラヒドロピリジン |
| 6-アセチル-2,3,4,5-テトラヒドロピリジン | (1 : 2)                             | 6-アセチル-1,2,3,4-テトラヒドロピリジン |